# 서맨사 스토서
서맨사 제인 스토서(Samantha Jane Stosur, 1984년 3월 30일~)는 오스트레일리아의 여자 프로 테니스 선수이다. 단식 최고 랭킹은 2010년 5월 기록한 5위이며, 2010년 프랑스 오픈에서 준우승 했다. 복식에서는 리사 레이먼드와 팀을 이루어 2006년 WTA 투어 여자 복식 세계 랭킹 1위에 올랐었다. 프랑스 오픈 및 US 오픈 복식에서 한 번씩 우승했으며, 호주 오픈과 윔블던 복식에서도 준우승했다.

## 성장 과정
스토서는 오스트레일리아 퀸즐랜드 주 브리즈번에서 아버지 토니(Tony)와 어머니 다이앤(Diane) 사이에서 태어났다. 형제로는 두 오빠인 도미닉(Dominic)와 대니얼(Daniel)이 있다. 8세 때 홍수로 골드코스트에 있던 집이 파괴되면서, 그녀의 가족들의 애들레이드로 이주했다. 8세였던 해 크리스마스 선물로 라켓을 선물 받은 그녀는 애들레이드에서 테니스를 치기 시작했다. 그녀의 부모는 이주한 곳에서 새로 개업한 카페에 매일 오랜 시간 머물러야 했으므로, 그녀는 근처 코트에서 오빠인 대니얼과 함께 테니스를 쳤다. 이후 그녀에게 정식 레슨을 받게 하도록 권유한 것도 대니얼이었다.
그녀는 13세 때 인도네시아 자카르타에서 열린 세계 유소년 컵 대회 참가를 위해 생애 첫 해외 여행을 떠났다.
14세였던 2001년에는 제프 마스터스가 운영하는 퀸즐랜드 스포츠 아카데미(Queensland Academy of Sport)에 입학했으며, 16세 때는 오스트레일리아 스포츠 협회(Australian Institute of Sport)의 테니스 프로그램에 참가했다.